# فرشته دیگبئو
فرشته دیگبئو (انگلیسی: Ange Digbeu؛ زادهٔ ۲۹ ژوئن ۱۹۹۲) بازیکن فوتبال اهل فرانسه است.
از باشگاه‌هایی که در آن بازی کرده‌است می‌توان به باشگاه فوتبال نیس اشاره کرد.